# Mieczysław Bilek (lekarz)
Mieczysław Seweryn Bilek (ur. 1 stycznia 1907 we Wróbliku Szlacheckim, zm. 10 września 1970 w Krakowie) – polski lekarz z tytułem doktora, epidemiolog, higienista, wykładowca akademicki.

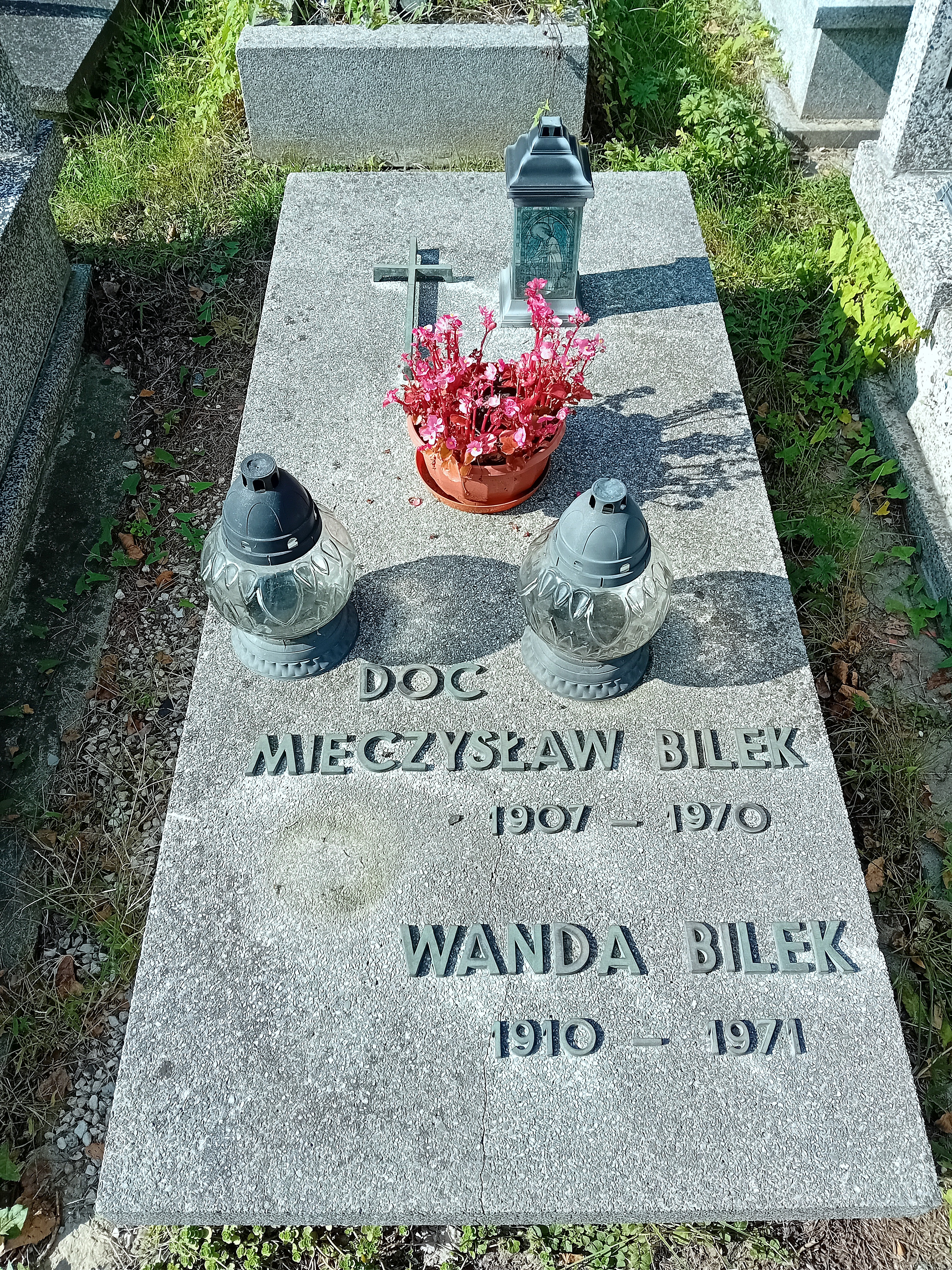
Grobowiec Mieczysława i Wandy Bileków

## Życiorys
Mieczysław Seweryn Bilek urodził się 1 stycznia 1907 we Wróbliku Szlacheckim. Wywodził się z rodziny w połowie pochodzenia czeskiego, był synem Władysława Zenona Bileka (1867–1944, starszy oficjał, naczelnik poczty we Wróbliku Szlacheckim) i Marii Stefani z domu Raszowskiej. Jego rodzeństwem byli: Jan, Tadeusz, Kazimierz, Stanisław, Maria i Eugeniusz. Wydzielona część domu rodziny rodziny Bileków, zgodnie z projektem Władysława Bileka została przeznaczona na urząd pocztowy, w którym pracował. 
Od 1918 uczył się w Państwowym Gimnazjum Męskim im. Królowej Zofii w Sanoku, gdzie 14 maja 1926 w trakcie przewrotu majowego zdał egzamin dojrzałości (w jego klasie byli m.in. Hieronim Krebs, Józef Szpilecki). Podczas nauki w Sanoku zamieszkiwał u rodziny Wilhelma i Marii Krebsów przy ulicy Bartosza Głowackiego (nr 846).
Następnie rozpoczął studia medyczne na Uniwersytet Stefana Batorego w Wilnie, które po roku kontynuował w Collegium Medicum Uniwersytetu Jagiellońskiego i tam ukończył w 1932. Podczas studiów wpływ na niego miał ks. Stanisław Sapiński, duszpasterz młodzieży akademickiej. Po uzyskaniu dyplomu Bilek trafił do krakowskiego Szpitala św. Łazarza, gdzie odbył praktykę na Oddziale Zakaźnym u boku prof. Józefa Kostrzewskiego. W 1934 uzyskał tytuł doktora medycyny za pracę pt. „O chorych na dur brzuszny”. Utrzymywał się dzięki stypendium prywatnej fundacji Ryszarda Pieściorowskiego, który był jego przodkiem.
W czerwcu 1935 otrzymał mianowanie na lekarza domowego, zamieszkującego przy Oddziale Zakaźnym, a 1 października 1935 otrzymał posadę głównego lekarza bakteriologa w Szpitalu św. Łazarza. Pod koniec 1935 opracował epidemiologię chorób zakaźnych w Krakowie i w Polsce. W tym czasie publikował prace naukowe. Po propozycji złożonej przez prof. Ludwika Hirszfelda z Państwowego Zakładu Higieny w 1938 objął stanowisko lekarza epidemiologa w krakowskiej filii PZH. W tej funkcji przeprowadził akcje przeciwepidemiczne w Myślenicach i Limanowej podczas epidemii duru brzusznego).
Następnie Ministerstwo Spraw Zagranicznych przyznało mu dotację (8000 złotych) celem studiów i specjalizacji w zakresie medycyny tropikalnej, po czym odbył od 3 października do 3 grudnia 1938 kurs w Instytucie Medycyny Morskiej i Tropikalnej w Hamburgu (Institut für Schiffs- und Tropenkrankheiten). Planowane kolejne dokształcenia w Rio de Janeiro i następne w Hamburgu nie zostały zrealizowane z uwagi na międzynarodową sytuację polityczną (osoba Mieczysława Bileka była w perspektywie potencjalnym kierownikiem placówki badawczej zajmującej się medycyną morską i tropikalną, która miała być stworzona przez UJ i PZH). Był wykładowcą w Szkole Pielęgniarek, ponadto do 1943 prowadził praktykę lekarską dla chorych zakaźnie w Szpitalu św. Łazarza.
1 września 1939 po wybuchu II wojny światowej, decyzją dyrektora PZH, został kierownikiem krakowskiej filii PZH, następnie 3 września ewakuował się z miasta, jednak powrócił do Krakowa. Posługujący się biegle językiem niemieckim Bilek pod koniec września zgłosił władzom okupacyjnym działalność swojej instytucji (powrócili do niej także inni przedwojenni pracownicy), która została zaakceptowana i działała pod nazwą Staatliches Institut für Hygiene Krakau (Państwowy Instytut Higieny Kraków). Zakład prowadził funkcjonowanie w swoim zakresie, ponadto organizował kursy dla dezynfektorów, w ramach których Bilek był wykładowcą i egzaminatorem, poza tym Bilek wykładał dla lekarzy powiatowych lub pielęgniarek. Przez cały czas wojny Bilek sporządzał meldunki dotyczące zachorowań na choroby zakaźne w Małopolsce. 
U schyłku wojny w styczniu 1945 objął posadę naczelnika Wydziału Zdrowia w Urzędzie Wojewódzkim w Krakowie, z której wkrótce ustąpił argumentując zamiarem powrotu do PZH i skupienia się na kierowaniu filią. Odmówił wstąpienia do partii komunistycznej. Od 1945 do 1950 zakres działań urzędu był ograniczony, w 1950 uległ rozszerzeniu po przejęciu kompetencji Oddziału Sanitarno-Przeciwepidemicznego z Wojewódzkiego Wydziału Zdrowia. Był organizatorem oddziałów powiatowych i miejskich, szkoleń, działalności edukacyjnej, propagowania higieny. Od 1952 do 1970 był dyrektorem Wojewódzkiej Stacji Sanitarno-Epidemiologiczną w Krakowie, w którą została przekształcona krakowska filia PZH. W latach 1956–1961, dzięki jego staraniom, instytucja uzyskała jedną siedzibą przy ulicy Prądnickiej 76. 
Jednocześnie poświęcił się pracy naukowo-dydaktycznej: pracował we Wszechnicy UJ, stworzył Zakład Higieny UJ, był wykładowcą higieny na Wydziale Farmacji, epidemiologię w Akademii Medycznej. W 1947 był organizatorem pierwszej w Polsce Szkoły Laborantek Medycznych, następnie Szkoły Instruktorów Higieny. W 1954 został zastępcą kierownika Wydziału Zdrowia do spraw sanitarno-epidemiologicznych i państwowym inspektorem sanitarnym dla województwa krakowskiego. W tym okresie współtworzył sanitariat dla budowanej Nowej Huty. W 1955 został pełnomocnikiem Ministra Zdrowia do spraw służby zdrowia w Nowej Hucie. W latach 1961–1964 był przewodniczącym Zarządu Głównego Polskiego Towarzystwa Epidemiologicznego i Lekarzy Chorób Zakaźnych. W 1961 został kierownikiem Zakładu Higieny w Wyższej Szkole Wychowania Fizycznego, w której był także prodziekanem. Zasiadał w Radzie Naukowej przy PZH (od 1954) i Radzie Sanitarno-Epidemiologicznej przy Głównym Państwowym Inspektorze Sanitarnym, był członkiem Komisji Nauk Medycznych PAN. Należał do Polskiego Towarzystwa Lekarskiego, Towarzystwa Mikrobiologów Polskich, Polskiego Towarzystwa Epidemiologów, Polskiego Towarzystwa Higienicznego (od 1967 był przewodniczącym krakowskiego oddziału PTH), Polskiego Czerwonego Krzyża (był członkiem zarządu wojewódzkiego)
Publikował prace z zakresu badań nad chorobami; dur brzuszny, błonica, grypa, które były wydawane w fachowych czasopismach naukowych w latach 1936-1956. Uzyskał tytuł docenta na podstawie dorobku naukowego i prac doświadczalnych z zakresu epidemiologii i serologii grypy. W swojej pracy prowadził działalność na polach: naukowym, dydaktycznym oraz organizacyjno-profilaktycznym.
Zamieszkiwał przy ulicy Syrokomli w Krakowie.
Zmarł 10 września 1970 w Krakowie. Został pochowany na tamtejszym cmentarzu wojskowym przy ul. Prandoty 12 września 1970.
22 września 1935 poślubił w Sanoku Wandę Łucję Krebs (ur. 1910-1971, córka Wilhelma Krebsa).

## Upamiętnienie
Krakowski oddział Polskiego Towarzystwa Higienicznego ustanowił nagrodę imienia Mieczysława Bileka, którą przyznawał w latach 70. i 80. XX wieku studentom i młodym pracownikom naukowym, którzy wyróżnili się na polu higieny, epidemiologii i mikrobiologii.
W 1995 w holu siedziby Wojewódzkiej Stacji Sanitarno-Epidemiologicznej w Krakowie została odsłonięta tablica upamiętniająca Mieczysława Bileka.
W 2007 z okazji setnej rocznicy urodzin Mieczysława Bileka, jego rodzina przekazała zachowane pamiątki po nim na rzecz Archiwum Uniwersytetu 
Jagiellońskiego, zaś od 1 marca 2007 w sali wystawowej Biblioteki Jagiellońskiej przez dwa tygodnie była czynna wystawa biograficzna pod nazwą Mieczysław Bilek - in memoriam.

## Publikacje
- O chorych na dur brzuszny (1934)
- Płonica w miastach Polski
- Błonica w miastach Polski
- O szerzeniu się duru brzusznego (1936, współautor: Józef Kostrzewski))
- O zbawiennym wpływie szczątkowej postaci choroby posurowiczej (1937, współautor: Józef Kostrzewski)
- Opony mózgowo-rdzeniowe a surowica obcogatunkowa
- Zachowanie się surowicy końskiej w surowicy człowieka
- Rozprzestrzenienie typów pałeczki duru brzusznego określonych za pomocą bakteriofaga (1951, współautorka: W. Świechowska)

## Odznaczenia
- Krzyż Kawalerski Orderu Odrodzenia Polski
- Złoty Krzyż Zasługi – dwukrotnie (w tym w 1946[9])
- Medal 10-lecia Polski Ludowej (1955)[10]
- Odznaka 1000-lecia Państwa Polskiego
- Odznaka honorowa „Za wzorową pracę w służbie zdrowia” (1953)[11]
- Odznaka Honorowa Polskiego Czerwonego Krzyża II stopnia
- Odznaka Honorowa Polskiego Czerwonego Krzyża III stopnia
- Odznaka XV-lecia Polskiego Czerwonego Krzyża